# Општина Догнеча (Караш-Северин)
Догнеча (рум. Dognecea) општина је у Румунији у округу Караш-Северин.
Oпштина се налази на надморској висини од 390 m.